# Pedro II de Courtenay
Pedro II de Courtenay (c. 1165 — 1217 (52 anos)) foi imperador do Império Latino de Constantinopla desde 1216 a 1217.
Pedro acompanhou o seu primo, o rei Filipe II de França durante a Terceira Cruzada em 1190. Lutou contra os albigenses e esteve presente na Batalha de Bouvines em 1214.
Quando morreu Henrique da Flandres, sem descendência em 1216, Pedro foi eleito seu sucessor. Pouco depois a frente de um pequeno exército partiu de França para tomar o poder nos seus novos domínios.
Foi consagrado Imperador em Roma pelo papa Honório III no dia 9 de abril de 1217. Depois deste acto solene e a bordo de barcos venezianos participou na conquista de Durrës. No entanto, e dado o fracasso deste empreendimento teve de continuar por terra até Constantinopla.
Durante o percurso foi assediado pelo déspota de Epiro, Teodoro Comneno Ducas. Foi feito prisioneiro durante dois anos, tendo depois falecido. Pedro nunca chegou a governar o seu império que foi parar nas mãos de sua esposa Iolanda de Hainaut.

## Relações familiares
Era filho de Pedro I de Courtenay (1125 - 1182), senhor de Courtenay, e de Isabel de Courtenay. Era neto do rei Luís VI de França e de sua segunda esposa, Adelaide de Maurienne. Foi casado por duas vezes, a primeira com Inês de Nevers, condessa de Nevers, que lhe trouxe como dote três condados, o de Nevers, o de Auxerre e o de Tonnerre e de quem teve:
1. Matilde de Courtenay, condessa de Nevers (1188 - 1257) casada por duas vezes, a primeira com Hervé IV de Donzy, Barão de Donzy, e a segunda com Guigues V de Forez, conde de Forez.

O segundo casamento foi com Iolanda de Hainaut, irmã de Balduíno I de Constantinopla (1172 - 1205) e de Henrique da Flandres (1174 - 1216), que foram simultaneamente o primeiro e o segundo imperador do Império Latino de Constantinopla, e portanto filha de Balduíno V de Hainaut (1150 - 17 de dezembro de 1195) e de Margarida I da Flandres (1145 - 15 de novembro de 1194). Deste casamento nasceu:
1. Margarida de Courtenay, marquesa de Namur, casada por duas vezes, a primeira com Raul I de Issoudun, senhor de Issoudun e a segunda com Henrique de Vianden, e senhor de Namur.
2. Filipe de Courtenay, marquês de Namur, não aceitou o trono do Império Latino.
3. Isabel de Courtenay, casada com Eudes I de Montagu, senhor de Montagu.
4. Iolanda de Courtenay, princesa de Constantinopla, casada com André II da Hungria, rei da Hungria.
5. Roberto de Courtenay, Imperador de Constantinopla casado com Eudóxia Láscaris.
6. Inês de Courtenay, casada com Godofredo II de Villehardouin, príncipe de Acaia.
7. Maria de Courtenay, casada com Teodoro I Láscaris, imperador de Niceia.
8. Henrique de Courtenay, marquês de Namur (1206 -?).
9. Leonor de Courtenay, casou com Filipe de Montfort, senhor de Tiro
10. Balduíno II de Constantinopla, imperador de Constantinopla, casado com Maria de Brienne.

Ele teve ainda um filho ilegítimo:
1. Godofredo, marquês de Lavaur (m. 1229)